# 山池作
山 池作（やま の いけつくり、生没年不詳）は、平安時代初期の貴族。姓は直のち宿禰。従六位下・山豊山の子。官位は従五位下・河内介。

## 出自
山氏（山直）は、天穂日命の十七世孫の日古曾乃己命の後裔とされる、出雲氏族に属する天孫系氏族。氏の呼称は山部・山守部の伴造氏族であったことに由来すると想定される。

## 経歴
仁明朝の承和3年（836年）正六位上・右大史の官位にあったが、弟の池永らとともに和泉国から左京五条に本拠を貫附された。のち左大史に昇任され、承和6年（839年）池作を含む一族10名が直から宿禰に改姓している。
承和7年（840年）外従五位下・越前介に叙任されて地方官に転じる。その後、嘉祥2年（849年）肥後介、仁寿2年（852年）河内介と仁明朝後半から文徳朝にかけて地方官を歴任し、斉衡4年（857年）内位の従五位下に至った。

## 官歴
『六国史』による。
- 時期不詳：正六位上。右大史
- 承和3年（836年） 12月5日：和泉国から左京五条へ移貫
- 時期不詳：左大史
- 承和6年（839年） 11月5日：直から宿禰に改姓
- 承和7年（840年） 正月7日：外従五位下。正月30日：越前介
- 嘉祥2年（849年） 正月13日：肥後介
- 仁寿2年（852年） 正月15日：河内介
- 斉衡4年（857年） 正月7日：従五位下（内位）

## 系譜
- 父：山豊山[3]
- 母：不詳
- 妻：不詳
  - 男子：山浜万呂[3]